# جانوران (فیلم)
جانوران (انگلیسی: Critters) فیلمی در ژانر علمی–تخیلی، ماجراجویی، کمدی ترسناک، ترسناک، و کمدی به کارگردانی استیون هرک است که در سال ۱۹۸۶ به نمایش درآمد.

## چکیده داستان
جانوران خطرناکی به نام کریت از فضا به زمین آمده و به دنبال آنها گروهی از جایزه‌بگیران میان‌کهکشانی وارد شهر کوچکی می‌شوند. تنها مردم شهر هستند که در برابر آنها ایستادگی می‌کنند…

## بازیگران
- دی والاس
- ام امت والش
- اسکات گریمز
- بیلی زین
- اتان فیلیپس
- ترنس مان
- بیلی گرین بوش
- لین شی